# Панченко, Владислав Викторович
Владислав Викторович Панченко (р. 21 октября 1957, Ленинград) — советский и российский композитор и дирижёр, Член Союза кинематографистов России (1996). Член Союза композиторов России

## Биография
Окончил Ленинградское хоровое училище им. М. И. Глинки при Ленинградской государственной академической капелле (1975), Филиал Ленинградской государственной консерватории в Петрозаводске Петрозаводская государственная консерватория: факультеты дирижирования (1980, проф. У Ген-Ир) и композиции (1982, проф. А. Л. Репников)
Лауреат Всесоюзного конкурса композиторов (1980)
Лауреат театральной премии «Онежская маска» (2009)
Отец — Виктор Панченко; сестра — Флорентина Панченко.

## Творчество
Автор музыки к фильмам «Особенности национальной охоты», «Особенности национальной охоты в зимний период», «Особенности национальной рыбалки», «Блокпост», «Убойная сила», «Операция «С Новым годом!»».
Автор целого ряда сочинений (бол.130 опусов).
Среди них: кантаты «Вифлеемская звезда», «Странник», «Знамение», «Последний викинг», «Легенда о березе и ветре», «Неусыпаемая Псалтырь», «Под Покровом Небес»; поэмы «Океан», «Снег», «Лес», кант-парад « Peter vivat», оркестровое скерцо «Красуйся, град Петров»; симфонические картины «Медный всадник», «Голгофа», сюиты для оркестра «Времена года», «Сюита в стиле folk», «Сюита в стиле retro», увертюра «Торжество Православия», Фантазия для фортепиано с оркестром, Фантазия для гитары с оркестром, Концерт для баяна с оркестром, Попурри для альта с оркестром; оперы «Инрог» (либретто автора), «Северный эпос», рок-опера «Бьярмия» (по пьесе Е. Сойни), мюзиклы «Любовь в стиле modern» (либретто автора), «Василий Тёркин» (по поэме А. Твардовского), «Федот Стрелец» (по мотивам произведения Л. Филатова), «В поисках Джульетты» (по мотивам произведения В.Шекспира), «Пари» (либретто автора), водевиль «Дамы и гусары» (по произведению А.Фредро), музыкальная сказка «Посолонь» (по произведению А. Ремизова), балет «Золотой рыцарь» (по рассказу Н. Гумелева).
Автор многих произведений для хора: среди них хоровые циклы a cappella («Петербург Андрея Белого», «Тихая моя родина» на стихи Рубцова, «Уходит Русь» на стихи Зульфикарова, «Ледник-Великан» на стихи автора), духовной музыки: «Достойно есть», «Взбранной Воеводе», «Объятия Отча», «Риза Господня», Гимн святому благ. велиркому князю Александру, Славословие святой мученице Татьяне, Месса святому Михаилу, Всенощное бдение (для мужского хора a cappella). Композитор создал вокальные циклы для баритона «У ограды Летнего сада» (на стихи автора), для баса (баса профундо) «Не проспи свою смерть» (на стихи автора и Станислава Минакова), для тенора, альта и фортепиано «Меркнут знаки зодиака» (на стихи Николая Заболоцкого), для сопрано, баса, альта и фортепиано «Испанский детский фольклор» (на стихи автора и испанский детский фольклор в переводе Всеволода Багно). В. Панченко создан гимн Военно-Морскому флоту (на стихи Ильи Резника) для мужского хора с духовым оркестром.
Им написана инструментальная сюита для фортепиано (альта и фортепиано) «Приём королевы», сюита для альта (скрипки) с оркестром «Ветер осенний», Adagio для альта (скрипки) из балета «Золотой рыцарь», обработки популярных зарубежных и российских песен для симфоджаз-оркестра.